# 刺客信条：本色
《刺客信条：本色》是由育碧公司开发的动作冒险游戏，是《刺客信条系列》继《刺客信条：海盗奇航》之后在移动端上的第二作。本作是在移动端上包括第三人称城市遍历风格的游戏。最初在新西兰与澳大利亚的应用商店以免费体验的方式放出。游戏于2016年2月25日在iOS平台首发，Android版本于2016年5月18日与新追加下载内容（DLC）同步发售。

## 剧情
游戏的时期在意大利文艺复兴时期，并有许多可探索的地区，如罗马的罗马斗兽场，佛罗伦萨和蒙特里久。弗利作为一个独立章节以DLC的形式于2016年5月18日发售。

## 开发
《刺客信条：本色》由Ubisoft Blue Byte开发， 使用Unity游戏引擎。 最先于2014年9月在澳大利亚与新西兰的应用商店提出概念 ，并于2016年2月25日全球发售。安卓版则于2016年5月18日发售。

## 追加下载内容
- 弗利故事行动

## 外部連結
- 官方网站